# 約翰內斯堡電車
約翰內斯堡電車曾經是南非約翰內斯堡公共交通系統的一部分，直到20世紀60年代初關閉時已有70多年的歷史。

## 歷史
該網絡於1891年2月2日開放，最初以馬拉街車來營運。從1906年2月14日起，其轉換為電力操作。
從1936年8月26日開始，約翰內斯堡無軌電車系統開放，並逐漸取代有軌電車。
然而，有軌電車網絡依然持續了幾十年，直到1961年8月2日才關閉。

### 延伸閱讀
- Pabst, Martin. . Krefeld: Röhr Verlag. 1989. ISBN 3-88490-152-4. （英文） （德文）
- Patton, Brian. . Brora, Sutherland: Adam Gordon. 2002. ISBN 1-874422-39-7.
- Spit, A H M; with additional material by Patton, Brian. . London: Light Railway Transport League. 1976. ISBN 0900433558.

## 外部連結
维基共享资源上的相關多媒體資源：約翰內斯堡電車
26°12′15″S 28°2′25″E / 26.20417°S 28.04028°E